# Елґаново
Елґаново (пол. Ełganowo, нім. Lamenstein) — село в Польщі, у гміні Тромбки-Великі Ґданського повіту Поморського воєводства.
Населення — 625 осіб (2011).
У 1975-1998 роках село належало до Гданського воєводства.

## Демографія
Демографічна структура станом на 31 березня 2011 року:
|          | Загалом | Допрацездатний вік | Працездатний вік | Постпрацездатний вік |
| -------- | ------- | ------------------ | ---------------- | -------------------- |
| Чоловіки | 327     | 96                 | 210              | 21                   |
| Жінки    | 298     | 80                 | 180              | 38                   |
| Разом    | 625     | 176                | 390              | 59                   |